# Aeonium holochrysum
Aeonium holochrysum és una espècie de suculenta, subtropical del gènere Aeonium de la família de les crassulàcies. És un arbust ramificat que arriba als 100 (200) cm d'alçada. Les fulles sorgeixen d'una roseta d'un diàmetre màxim de 30 cm. Les inflorescències apareixen al juliol i agost i són de color groc, amb forma de cúpula aplanada. Algunes poblacions de l'illa de La Palma tenen fulles seques que es mantenen en la tija. Durant molt de temps han estat mal interpretades com d'aquesta espècie. De fet, és una espècie clarament separada (Aeonium vestitum).